# Michael Keane
Michael Vincent Keane (Stockport, 11 de janeiro de 1993) é um futebolista inglês de ascendência irlandesa que atua como zagueiro. Atualmente, joga no Everton.[carece de fontes?]

## Carreira
Keane começou sua carreira no Manchester United em 2011. Entre 2012 e 2015, foi emprestado para o Leicester, Derby County e Blackburn Rovers.[carece de fontes?] Em 2 de setembro de 2014, Keane foi emprestado para o Burnley até janeiro de 2015. Em 8 de janeiro de 2015, o Burnley comprou o jogador por uma taxa não revelada, com Keane assinando um contrato de três anos e meio.

## Seleção Inglesa
Embora nascido na Inglaterra, Keane é de ascendência irlandesa, tornando-o elegível para jogar para a Seleção Irlandesa de Futebol. Ele realizou três partidas nas seleções sub-17 e sub-19 da Seleção Irlandesa. Porém, seu desejo era de jogar na Seleção Inglesa de Futebol, e foi incluído nas seleções sub-19, sub-20, sub-21, além da principal.[carece de fontes?]